# Изола-дель-Гран-Сассо-д’Италия
Изола-дель-Гран-Сассо-д’Италия (итал. Isola del Gran Sasso d'Italia) — коммуна в Италии, располагается в регионе Абруццо, в провинции Терамо.
Население составляет 4961 человек (2008 г.), плотность населения составляет 60 чел./км². Занимает площадь 83 км². Почтовый индекс — 64045. Телефонный код — 0861.
Покровителем коммуны почитается святой Максим, празднование в первое воскресение мая.

## Демография
Динамика населения:

## Администрация коммуны
- Официальный сайт: https://web.archive.org/web/20131115095929/http://www.comune.isola.te.it/